# Melchers Hütte

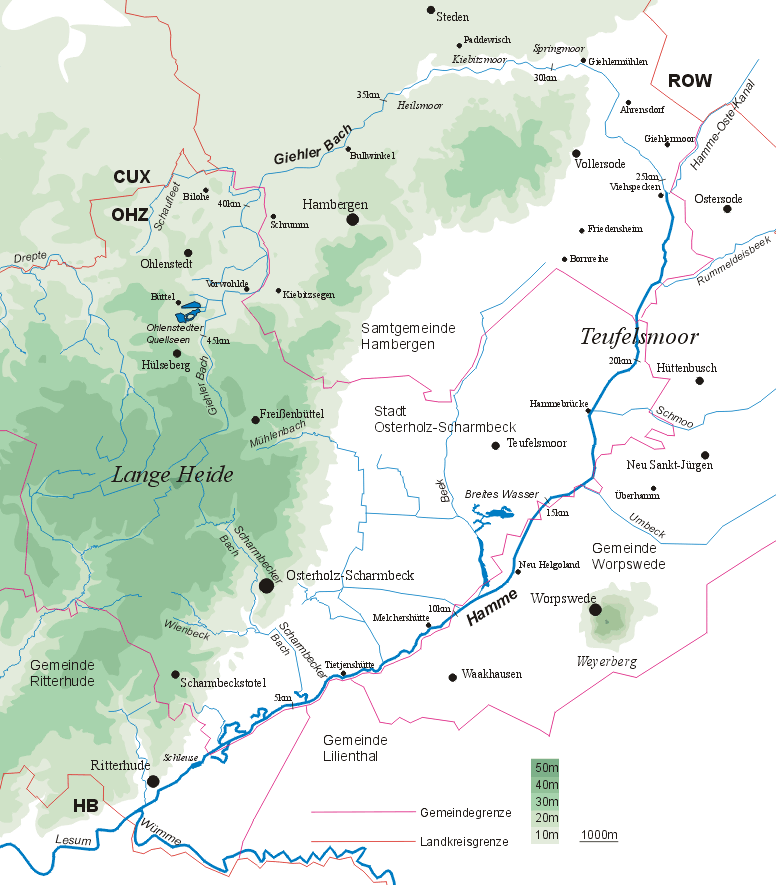
Melchers Hütte an der Hamme westlich von Worpswede

Melchers Hütte, gelegen in Osterholz-Scharmbeck im Landkreis Osterholz, Niedersachsen gilt als eine der ersten Hammehütten. Dies waren Plätze mit Anlegestellen oder kleinen Häfen für die Torfschiffer zum Übernachten und auch zum Weitertransport durch Bockschiffe.

## Geschichte
Die Melchers Hütte ist eine der ersten Hammehütten, die Anfang des 19. Jahrhunderts an den kleinen Umladeplätzen entlang der Hamme entstanden. Das Amt Osterholz beantragte im März 1814 bei der Stader Regierung eine Schankkonzession an der Hamme. Sie wurde bewilligt und der Bauer Otto Schnaars vom Heidkamp eröffnete im Mai 1814 den Betrieb eines Kruges „auf dem Hamme Strohm“ für 5 Reichsthaler Pacht für ein Jahr. 1815 erhielt er eine 3-jährige Konzessionsverlängerung für 10 Reichsthaler jährlich. Er begann mit einem alten Schiff und errichtete zum Wetterschutz ein Zelt an Deck. Später erstellte er auch eine Hütte.
1820/21 übernahm der Bierbrauer Lüer Wrieden den Krug, er zahlte 30 Reichsthaler Pacht jährlich. Die Hütte ist im Winter 1843 durch Hochwasser und Eisgang weggetrieben und wurde im Winter 1845 durch Eisschollen beschädigt. Daher ließ Wrieden den Platz mit Sand aufschütten und errichtete anschließend ein stabiles Fachwerkhaus.
Johann Lilienthal führte die Hütte dann bis 1888, danach folgten Ernst August von Oehsen bis 1892, Hinrich Buschkaroff bis 1910, Metta Buschkaroff bis 1915, Albert Böttjer bis 1921 und Friedrich Buschkaroff bis 1936. Dann übernahm Wilhelm Melchers die Hütte, nach dem sie bis heute benannt ist. Herbert Teichmeyer hatte die Hütte zwischendurch für einige Jahre gepachtet. 1952 hat Melchers sie umgebaut. 1975 starb Melchers und sein Sohn Fritz mit Ehefrau führte sie weiter. Seit Februar 2016 wird die Hütte, die früher auch unter dem Namen „Neu-Kamerun“ oder „Buschkaroff-Hütte“ geführt wurde, unter dem Namen „Melchers Hütte“ von Wolfgang Teichmeier geführt.

## Umladen auf Bockschiffe

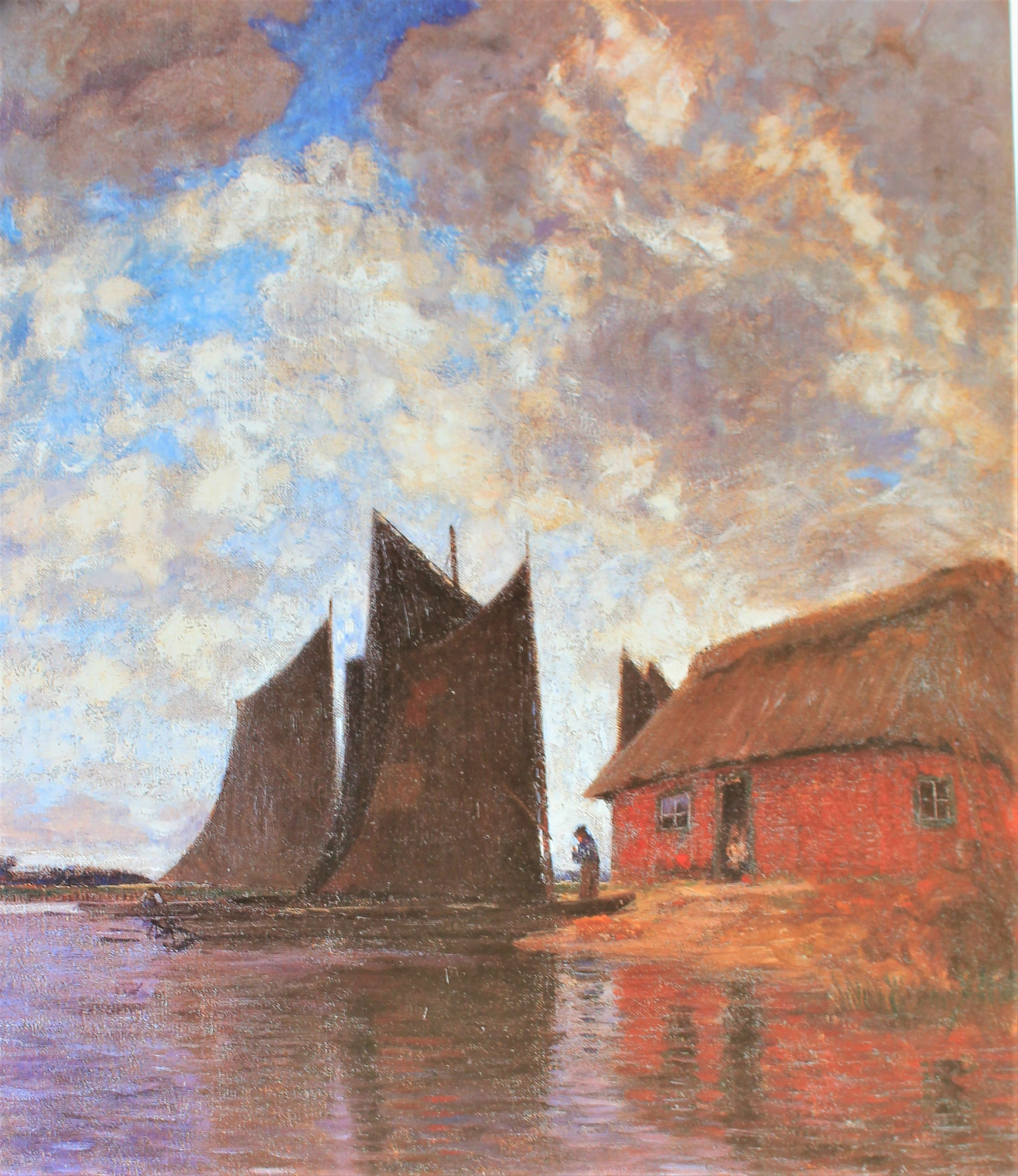
Schifferhütte an der Wümme um 1900 (von Hans am Ende)

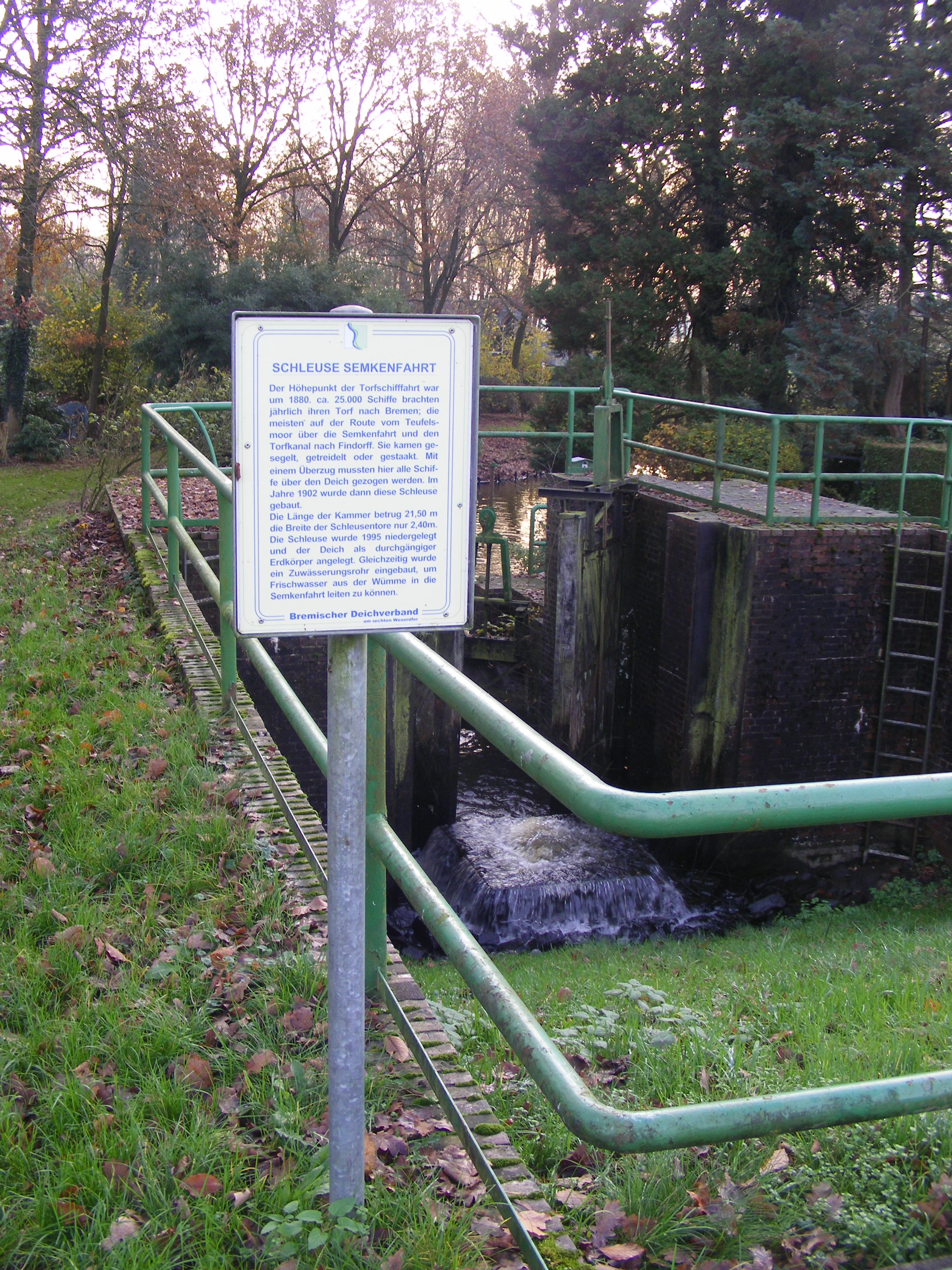
Schleuse Semkenfahrt

Zu dieser Zeit benötigten Torfschiffer, häufig Moorbauern des Teufelsmoors, mit ihren Torfkähnen mehrere Tage (anfangs 5–6 Tage, nach dem Bau der Semkenfahrt 3–4 Tage) für die Strecke nach Bremen und zurück. Es handelte sich um so genannte Halbhuntschiffe; ein solches Schiff konnte nur etwa 6 m³ Torf tragen, was damals etwa 50 Körben Torf entsprach.
Daher luden die Moorbauern von den weiter entfernten Höfen ihren Torf häufig bei Melchers Hütte auf die Schiffe der hier wartenden Händler und „Bockschiffer“ aus Osterholz und Bremen um, die auch als „Eichenfahrer“ bezeichnet wurden. Die Bockschiffe, ursprünglich aus Eichen- und Fichtenholz gebaute Kähne ohne Antrieb, konnten den Torf von rund 40 Torfkähnen aufnehmen. Elf Bockschiffe wurden 1864 auf der Hamme gezählt, die etwa 30-mal im Jahr den Weg von der Holtstelle nach Bremen und zurück fuhren. Mit zunehmender Torfverschiffung entstanden im Laufe der Zeit weitere kleine Torfumladestellen zwischen den Moordörfern am Oste-Hamme-Kanal und der Hamme bis zum Anfang des Osterholzer Hafenkanals. Insgesamt sieben Hammehütten wurden nach und nach errichtet, die sich an den Holtstellen (Haltestellen) befanden.